# Église Saint-Élie de Novi Šeher
L'église Saint-Élie est située en Bosnie-Herzégovine, sur le territoire du village de Novi Šeher et dans la municipalité de Maglaj. Cette église a été construite entre 1923 et 1925.